# Батрахоспермум (интернет-журнал)
«Батрахоспермум», или «The Batrachospermum Magazine», — научно-популярный интернет-журнал.
Назван в честь одноимённой водоросли. Характерен провокационным, эпатажным стилем текстов и заголовков. Автор текстов онлайн-журнала — выпускник биологического факультета МГУ Виктор Ковылин. «Батрахоспермум» действует в нынешнем научно-развлекательном формате с 2011 года. С 2019 года финансируется посредством краудфандинга. В 2019 году «Батрахоспермум» получил премию «Просветитель.Digital» в категории «Текст».